# 訃報 1998年5月
訃報 1998年5月（ふほう 1998ねん5がつ）では、1998年（平成10年）5月中に物故した、又は物故が報じられた人物についてまとめる。

## （1日 - 15日）

hide / 5月2日没

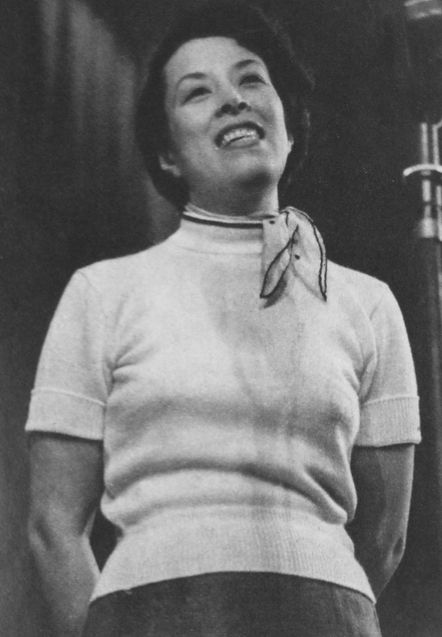
丹下キヨ子 / 5月4日没

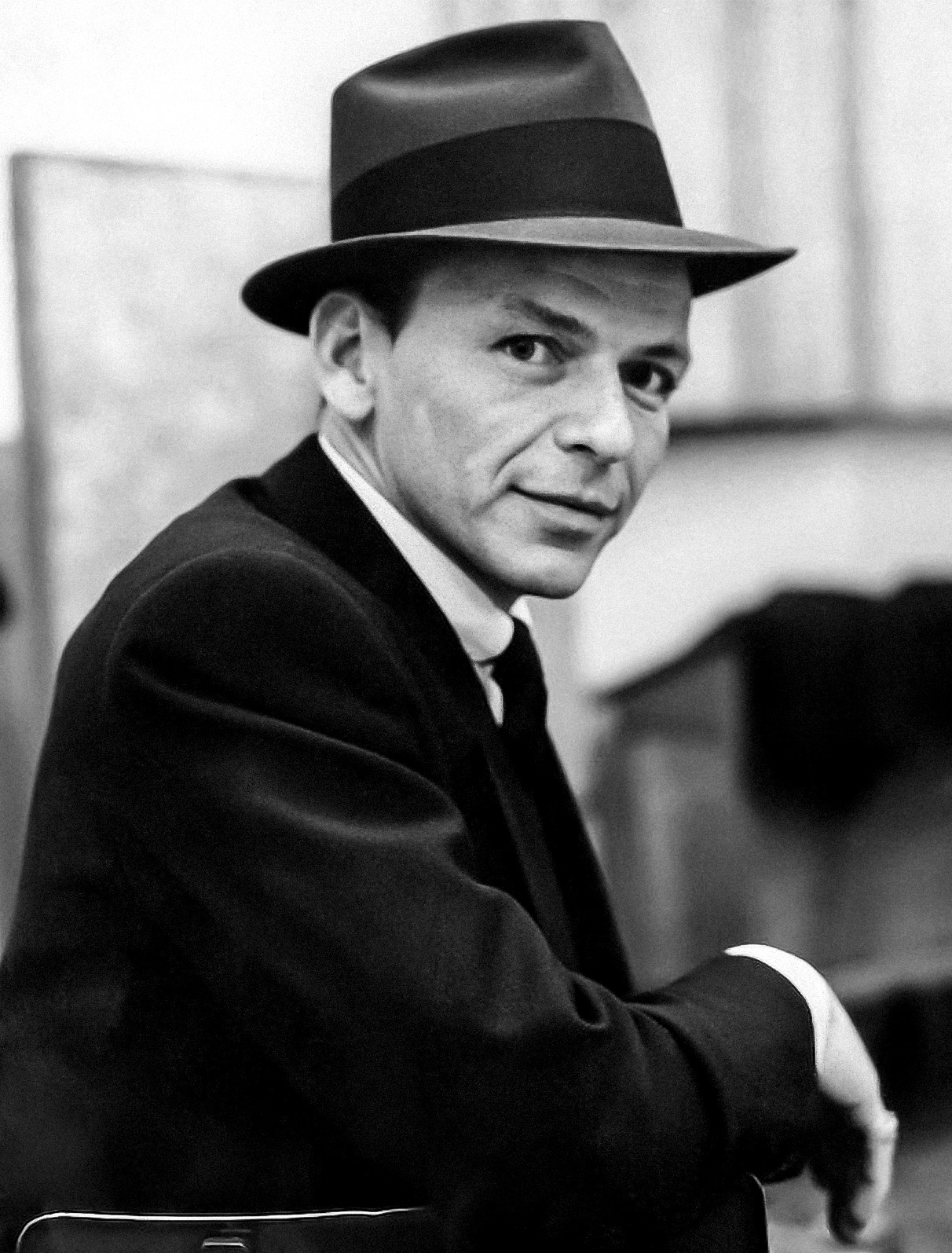
フランク・シナトラ / 5月14日没

- 5月2日 - hide、歌手・ギタリスト（* 1964年)
- 5月3日 - 十六世永樂善五郎、陶芸家（* 1917年)
- 5月4日 - 丹下キヨ子、女優（* 1920年）
- 5月6日 - 鈴木勉、書体デザイナー（* 1949年)
- 5月8日 - 黒岩保美、鉄道イラストレーター、編集者（* 1921年)
- 5月9日 - 宮路年雄、実業家（* 1928年)
- 5月10日 - ねこぢる、漫画家（* 1967年)
- 5月14日 - フランク・シナトラ、歌手（* 1915年)
- 5月14日 - 山田典吾、映画プロデューサー、映画監督（* 1916年）

## （16日 - 31日）

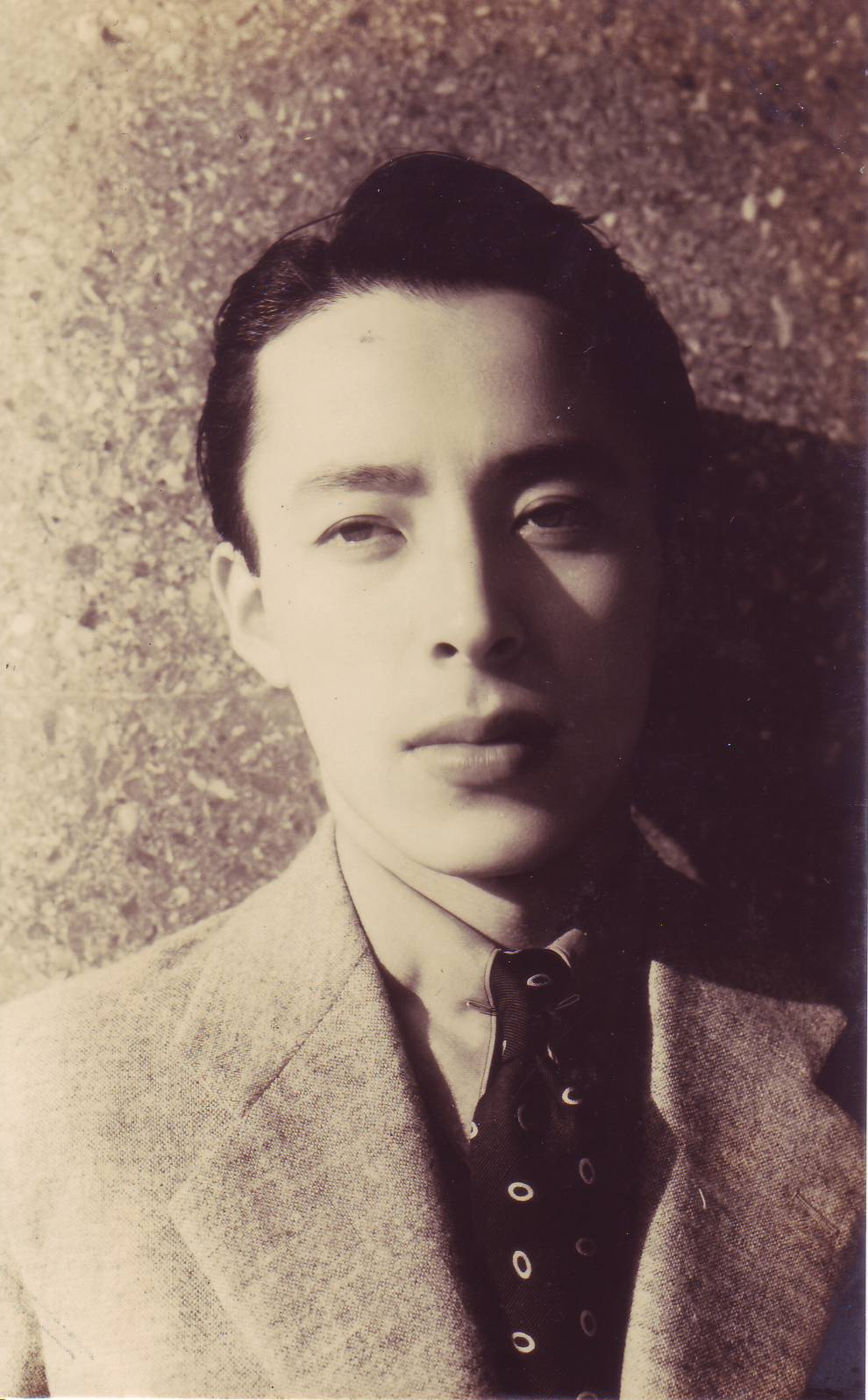
高田浩吉 / 5月19日没

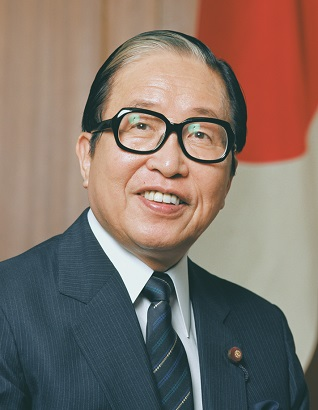
宇野宗佑 / 5月19日没

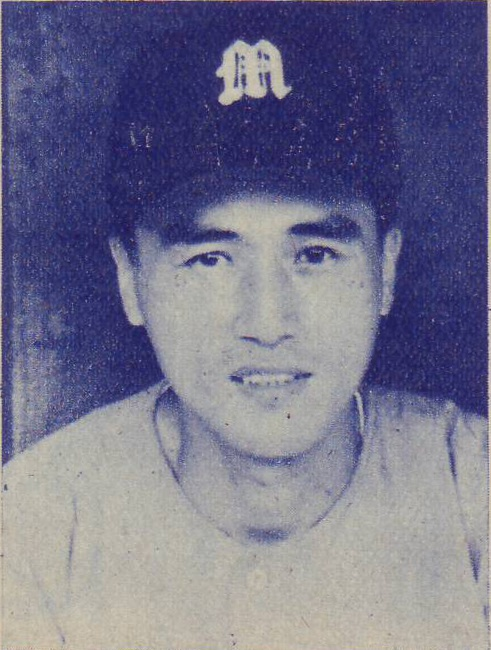
榎原好 / 5月27日没

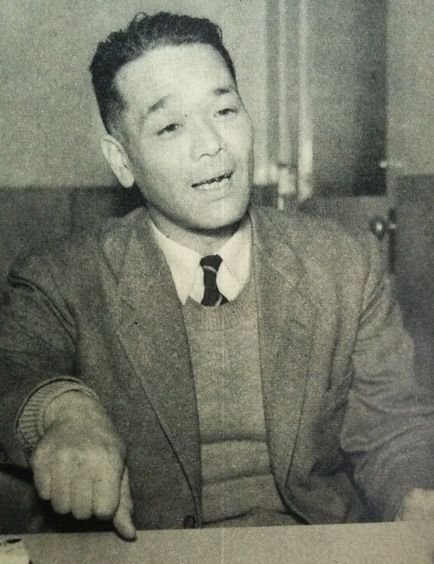
平山菊二 / 5月28日没

- 5月16日 - 窪田篤人、脚本家（* 1929年）
- 5月19日 - 高田浩吉、俳優・歌手（* 1911年)
- 5月19日 - 宇野宗佑、第75代内閣総理大臣（* 1922年)
- 5月20日 - 宮崎義一、経済学者（* 1919年)
- 5月23日 - 佐瀬稔、作家（* 1932年)
- 5月26日 - 大城のぼる、漫画家・イラストレーター（* 1905年）
- 5月26日 - 猪子利男、プロ野球選手（* 1921年）
- 5月27日 - 榎原好、元プロ野球選手（* 1924年)
- 5月28日 - 平山菊二、元プロ野球選手（* 1918年)
- 5月28日 - 平吉毅州、作曲家（* 1936年)